# Johan Gunnar Andersson
Johan Gunnar Andersson (en chino, 安特生; pinyin, Ān Tèshēng; Närke, 3 de julio de 1874-Estocolmo, 29 de octubre de 1960) fue un arqueólogo, paleontólogo, geólogo, explorador antártico y sinólogo sueco.

## Biografía
En 1906, se convirtió en profesor de geografía en la Universidad de Upsala y jefe del Servicio Geológico de Suecia. Ocupó la cátedra de geología en la Universidad de Estocolmo entre 1925 y 1926.
Su trabajo en las islas Malvinas y la isla del Oso (Bjørnøya), donde acuñó el término solifluxión, influyó en el geólogo polaco Walery Łoziński para crear el concepto de periglaciar en 1909.

### Expedición Antártica Sueca

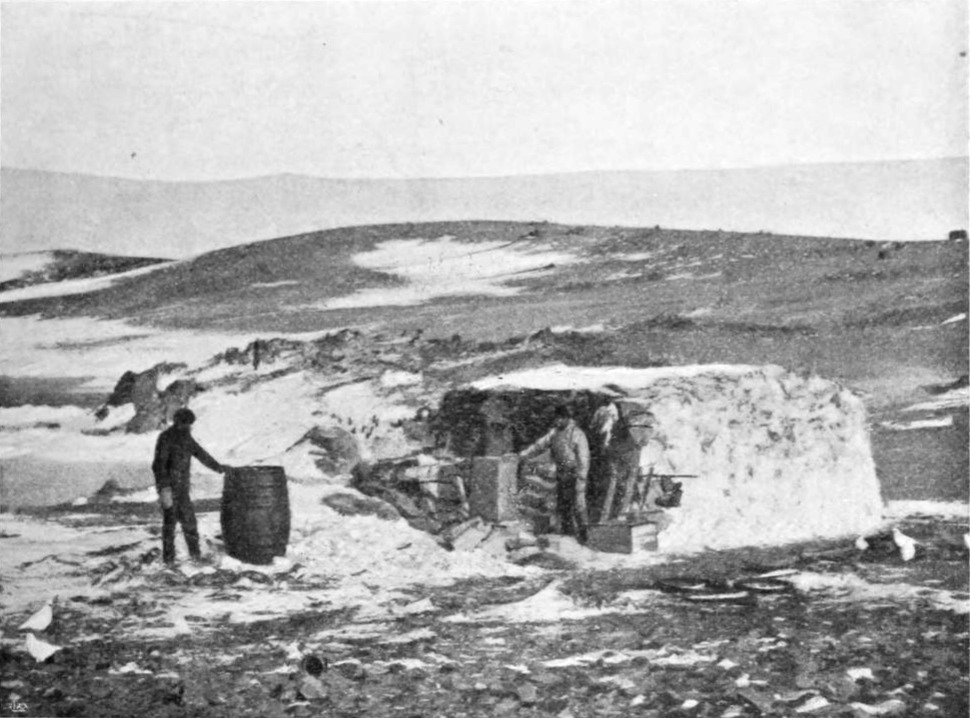
La expedición sueca en la bahía Esperanza.

Integró la Expedición Antártica Sueca (1901-1904) dirigida por Otto Nordenskjöld. Siendo el segundo al mando de la expedición, recorrió la isla San Pedro (Georgia del Sur), donde le dio el nombre a Grytviken, y la bahía Esperanza, en el extremo norte de la península Antártica.
Junto con dos miembros de la expedición (Samuel A. Duse y Toralf Grunden), pasó el invierno austral de 1903 en dicha bahía, tras intentar frustradamente dirigirse a la isla Cerro Nevado, debiendo construir una choza de piedra. Esa construcción fue designada Sitio y Monumento Histórico de la Antártida N°. 39 bajo el Tratado Antártico, y conservada por Argentina y Suecia. Ha sido declarada Monumento Histórico Nacional de la República Argentina mediante la Ley 26,621, promulgada el 1 de septiembre de 2010. En dicha choza, los tres hombres convivieron durante nueve meses alimentándose de pingüinos y focas, hasta que fueron rescatados por la corbeta argentina ARA Uruguay, al mando de Julián Irizar.
Durante su permanencia en la bahía Esperanza, exploró y trazó cartográficamente el extremo norte de la península Antártica. En el monte Flora, descubierto por él, recolectó fósiles y minerales. En 1906 publicó en Upsala un trabajo sobre la geología de la Tierra de Graham. Tiempo más tarde, en 1944, publicó el libro Antarctic, Vivió orgullosa y orgullosa morirá sobre el barco de la expedición, el Antarctic.
La isla Andersson (Uruguay para la toponimia argentina) lleva su nombre.

### Estudios en China
Fue a China por primera vez en 1914 como asesor técnico en recursos de petróleo y carbón. Inmediatamente se interesó por los restos fósiles y finalmente se dedicó a la exploración arqueológica.
En 1921, en Yangshao (provincia de Henán), halló una elegante cerámica pintada que proporcionó la primera evidencia de la cultura neolítica en China. En un año descubrió muchos otros sitios similares en el valle del tramo central del río Amarillo y publicó en 1923 un informe preliminar de sus hallazgos, titulado Una Cultura China Temprana.
También en 1921, en una cueva cerca de Zhoukoudian, sobre la base de trozos de cuarzo que encontró en una región de piedra caliza, predijo que se descubriría un hombre fósil. Seis años después, se encontró allí los restos fósiles del Homo erectus pekinensis (conocido como «hombre de Pekín»).